# Zoo d'Erevan
Le zoo d'Erevan (en arménien Կենդանաբնական այգի, Kendanabnakan ayki) est un parc zoologique situé à Erevan en Arménie.

## Histoire
Le jardin zoologique d'Erevan fut construit en 1940 lorsque l'Arménie était encore une des 15 républiques de l'URSS. Erevan n'était pas encore la ville d'un million d'habitants qu'elle est devenue quelques décennies plus tard et le zoo fut construit alors à l'extérieur de la ville.
Par le développement rapide de la ville, le parc s'est rapidement vu entouré de nouveaux quartiers mais la configuration vallonnée du terrain permet de préserver la nature au sein du parc.
En 1971, l'installation d'un aquarium permet aux visiteurs de découvrir 800 poissons de 40 espèces différentes.
Malgré les blocus imposés par l'Azerbaïdjan et la Turquie et la grave crise économique qui s'ensuivit à partir de 1992, le parc réussit péniblement à surmonter ses difficultés financières. De nos jours, des animaux naissent dans le zoo et d'autres sont même importés.
En octobre 2007, le directeur du zoo, Sahak Abovian, a annoncé de grands travaux pour l'année 2008. De nouvelles canalisations de gaz naturel ont été posées, des cages adaptées aux félins et aux singes construites et de nombreux arbres plantés pour un coût total de deux millions d'euros à la charge de l'État. À la suite de ces travaux, le zoo a rouvert ses portes en mai 2009.

## Présentation

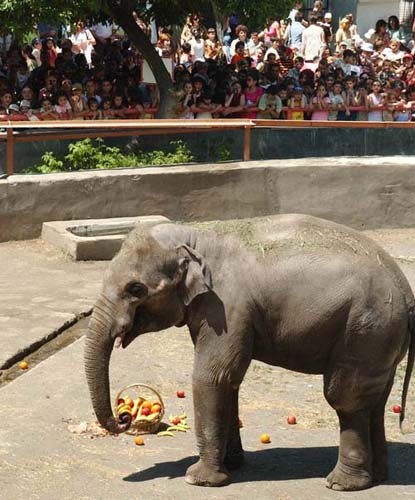
10e anniversaire de l'éléphant Grant

Le parc zoologique d'Erevan se situe dans le district de Nor Nork (Նոր Նորք) au nord-est de la ville. Il est bâti sur 35 hectares de collines verdoyantes et est traversé par une rivière entrecoupée d'un étang.
Le prix d'entrée est d'environ 2 euros. À ce tarif, la visite permettra de voir des aigles, des éléphants, des ours (notamment des ours d'Arménie), des chameaux, des lions, des kangourous, des zèbres et près de 250 autres espèces. Le zoo abrite plus de 3 000 animaux.
Le zoo d'Erevan participe, en partenariat avec de nombreux zoos européens et la WWF, à la préservation de certaines espèces en voie de disparition. Il possède d'ailleurs un cheval de Przewalski, espèce éteinte à l'état sauvage.

## À proximité
Le zoo est presque accolé à Waterworld, le grand parc de loisirs de la capitale. Play City et le jardin botanique d'Erevan sont à quelques kilomètres du zoo, en direction du lac Sevan.
Le centre-ville n'est qu'à deux kilomètres de là mais seule une route à grande circulation permettant de s'y rendre, il est recommandé d'utiliser les transports en commun.